# Byttneria beccarii
Byttneria beccarii är en malvaväxtart som beskrevs av Otto Warburg. Byttneria beccarii ingår i släktet Byttneria och familjen malvaväxter. Inga underarter finns listade i Catalogue of Life.